# Adjarra I

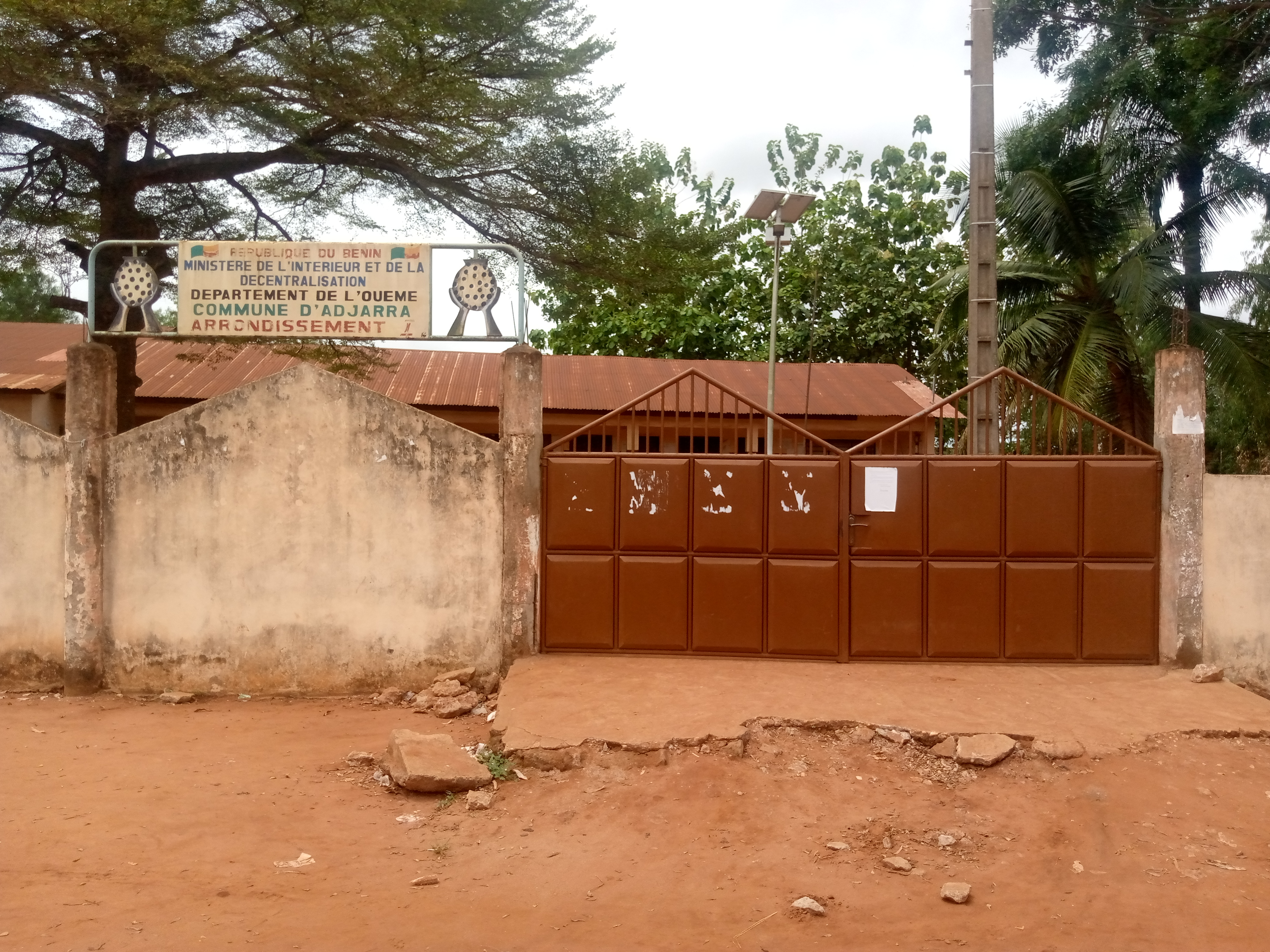
Haupteingang des Büros des Arrondissements Adjarra I

Adjarra I ist ein Arrondissement im Departement Ouémé im westafrikanischen Staat Benin. Es ist eine Verwaltungseinheit, die der Gerichtsbarkeit der Kommune Adjarra untersteht.

## Demografie und Verwaltung
Gemäß der Volkszählung 2013 des beninischen Statistikamtes INSAE hatte das Arrondissement 12.226 Einwohner, davon waren 5848 männlich und 6378 weiblich.
Von den 53 Dörfern und Quartieren der Kommune Adjarra entfallen sieben auf Adjarra I:
1. Adovié
2. Adovié Alaga
3. Ahouandji
4. Hounhouèko
5. Hounsinvié
6. Hounvè
7. Sèdjè-Gbéta